# 폴란드 육군 항공대
폴란드 육군 항공대는 폴란드 동부군의 항공부대였다.

## 역사

### 창설
폴란드 동부군 공군은 1943년 7월 7일 첫번째 전투부대인 제1독립전투기비행대대(1. Samodzielna Eskarda Lotnictwa Myśliwskiego)로 시작되었다. 1943년 7월 26일, 첫번째 폴란드 공군 훈련비행장이 그리고리예프스코예에서 만들어졌다. 1943년 8월 20일과 10월 6일 대대는 제1폴란드전투기연대로, 다시 제1'바르샤바'폴란드 전투기연대로 재편되었다.
1944년 4월 1일, 제2'크라쿠프'폭격기연대와 제103독립항공연락비행대대가 그리고리예프스키에서 신편되었다. 1944년 6월 제1전투기연대와 제2폭격기연대는 키예프 인근의 고스토멜 비행장으로 이동했다. 이 무렵 600명의 폴란드인이 예고리옙스크, 부구루슬란, 소로친스크, 볼스크, 킨넬, 추칼로프의 소련 항공학교에서 교육받았다. 1944년 6월 5일 폴란드 육군항공대가 창설되었고, 초대 공군사령관은 유제프 스마가 대령이었다. 1944년 8월 16-17일, 폴란드 공군 소속 제1전투기연대와 제2전투기연대 소속 기체들이 폴란드 땅의 첫 기지인 루블린 인근 디스 비행장에 착륙하였다. 그리고 폴란드 공군에 소련군 제611지상공격비행연대가 증원되었다(이후 이 연대의 운용인원은 폴란드인으로 대체되고, 제3폴란드 지상공격비행연대로 이름이 변경되었다.) 8월 19일, 모든 부대가 (전선 근처에 위치한)자디비예 스타레와 볼라 로프스카의 비행장으로 이동했다.
1944년 8월 30일, 통신중대와 정찰비행대대를 포함한 모든 폴란드 공군 부대가 제1폴란드공군사단으로 재편되었다. 사단은 Yak-1, IL-2, Po-2 등의 기체 106기를 운용했다. 1944년 9월 30일, 소련은 하르코프와 카잔에서 제1폴란드혼성항공군단을 편성하였다. 초기에는 소련 공군 인원도 섞여있었지만, 소련 항공학교의 폴란드인 졸업생들로 점차 대체되었다. 새 군단은 Pe-2, Yak-3, Yak-9, IL-2등의 기체 303기를 운용했다. 새 부대들은 폴란드 본토의 워비치, 우치, 소하체프, 쿠트노로 이동했다.
1944년 8월 말부터 9월 초에 공군은 제103독립연락비행대대를 제외하고 세 연락대대를 추가로 보유하게 되었다. 이미 제103대대가 폴란드 제1군과 협력하고 있었고, 새로 배속된 제3대대는 폴란드 제2군과의 연락, 제4/제5대대는 폴란드 총사령부와의 연락을 담당하게 되었다. 1944년 10월 31일, 폴란드 공군이 공식적으로 창설되었고, 테오도르 폴리닌 소장이 사령관이 되었다.
1944년 11월 초, 제12의무항공연대, 제13항공수송연대,제17항공연락연대가 신편되었고, 자모시치에 첫 폴란드 항공학교가 개교했으며 초대 교장은 유제프 스마가 준장이 되었다. 1944년 11월 28일 훈련을 위해 제15독립예비공군연대가 창설되었다. 학교는 1945년 1월 2일 수업을 시작했다.

### 교전
공군은 루블린-브레스트 공세의 마지막 순간에 투입되었다. 1944년 8월 23일부터 9월 2일까지 공군은 66번 출격하여 바르카와 마그누세프의 폴란드 제1군 교두보를 지원하였다. 9월 10일, 제2폭격기항공연대는 바르샤바의 프라가 구역 전투를 지원하라는 명령을 받았지만, 기상조건의 악화로 이행할 수 없었다. 그리고 그날 밤부터 9월 12일까지 제2폭격기항공연대는 노베 브로드노의 제19전차사단을 폭격했다. 폭격에서 제2연대는 50번 출격하여 50kg 폭탄 70발, 소형 폭탄 1819발, 조명탄 51발을 투하했다.
프라가 구역이 탈환된 후, 제1항공사단은 9월 15일부터 19일까지 폴란드군 제3사단의 체르니아코프 공격을 지원했다. 19일 이후에는 우아즈도프 공원, 식물원, 라지엔키 공원, 폴레 모토코프스키예, 시키에르키, 바르샤바 기술대학의 독일군 포병대를 폭격했다. 바르샤바 봉기동안 폴란드 제1항공사단은 609회의 임무를 수행했다. 그중 442회는 제2연대가 수행한 것이었다. 이중 259회는 독일군 진지를 폭격했고, 183회는 식량과 물자를 수송했다.(33톤의 식량과 70톤의 무기 투하) 같은 시간에 제103연락대대는 폴란드 제1군과의 연락임무를 수행했다.
그후 11월 1일부터 1945년 1월 13일까지 폴란드 공군 제1사단(제4혼성항공사단으로 개편)은 비스툴라-오데르 공세를 준비했다. 201회의 비행에서 전선 80-120km 너머까지의 독일군 진지를 정찰하여 폴란드 제1군의 공격계획수립에 필요한 정보를 수집했다. 제1전투기연대와 제2폭격기연대는 루프트바페의 정찰비행을 격퇴했고, 11월 1일부터 3일까지 사도프,둠브로바,우만스키,지에카노프 폴스키의 독일군 진지에 130회의 폭격임무를 수행했다.
1945년 1월 14일 비스툴라-오데르 공세가 시작되었다. 그러나 19일까지 기상이 좋지 않았기에 제2폭격기연대만 교전에 참가했다. 연대는 모들린,레츠노,부오니에,소하체프의 독일군을 폭격했다. 1월 16일 제3지상공격연대가 합류했고, 제1항공연대의 호위하에 소련 제47군을 지원해 모들린, 아다무베크, 팔미리, 지에카노프, 시에라쿠프, 칼리츠키를 폭격했다. 바르샤바가 해방되자 제2연대와 제3연대는 퇴각하는 독일군을 폭격했고, 제1연대는 비스툴라 강의 수리된 교량을 루프트바페의 폭격으로부터 보호했다. 비스툴라 오데르 공세의 초기 단계동안, 제1연대는 221회, 제2연대는 107회, 제3연대는 81회의 전투임무를 수행했다. 제13수송연대는 666회 임무를 수행해 4620kg의 무기와 176명의 장교를 비스와 강 서쪽으로 수송했다.
서방 연합군의 쾌진격에 맞추어 공군은 사니키 비행장(그리고 다시 비드고슈치 비행장)으로 이동해, 포메른 장벽을 목표로 한 비스툴라-오데르 공세의 다음 단계를 준비했다. 첫번째로 제3연대가 임무에 들어갔다. 2월 4일부터 8일까지 연대는 소련 제282전투기사단의 엄호 하에 스체치네크,바우츠,구르니카,바르비체,베웅고제포 코살린스키에,비아우로가르드에 대한 정찰비행을 맡았다. 2월 9일부터 15일까지 제3연대는 피와의 독일군을 161번 폭격하고, 62번 정찰했다. 제3연대는 2월 15-16일에는 타르노프의 폴란드 제1군 후방에 남아있던 피와의 후퇴하는 독일군 잔여병력을 폭격했다. 2월 19일, 제1/제3연대는 오를라,비에르초보,즈워치니에치,스체치네크를 폭격했고, 그 전에 제1연대가 피와의 비행장과 시가지 동부를 정찰했다. 2월 20일 제3연대는 스체치네크와 즈워치니에치의 철도시설을 폭격했다. 제103독립정찰연대는 8-9일 동안 포메른 장벽의 요새화 시설에 야간폭격을 가했다.
이 공세기간 동안, 제3연대는 391회의 임무를 수행했고(161회는 정찰비행), 제1연대는 124회, 제2연대는 51회 임무를 수행했다. 4사단은 300대 이상의 차량, 21대의 기관차, 140대의 마차, 163대의 철도 객차, 그외 군용장비 다수를 파괴하면서 6명의 조종사와 항공기 5대를 잃었다.(Yak-9 2대,Il-2 2대, Po-2 1대).
1945년 3월 1일 폴란드 제1군 공격준비의 일환으로 제3연대는 제1연대의 엄호 하에 자빈 지역의 보루스크, 제156.6고지를 폭격했다. 그리고 비에르초보,자빈, 자비네크를 폭격했고, 그로부터 이틀 동안 그들은 폴란드 제1군을 근접 지원하고 적을 정찰했다.
쿠오브르체그 전투 도중에 제4사단은 기상악화와 유류부족 문제(B-70 가솔린을 사용하던 Po-2의 연료를 구하기 어려웠다.)로 인해 미로슬라비에치로 재배치되었다. 이러한 상황 때문에 사단은 전투가 벌어지는 동안9일부터 12일, 13일부터 15일에 이르는 기간밖에 비행하지 못했다. 짧은 비행임무 동안 사단은 127회의 임무를 수행해 폭탄 50톤을 투하하고, 수송선 1척과 바지선 4척을 격침시키고, 9개 박격포대, 3개 야전포대, 8개 대공포대, 그리고 많은 독일군 방어지점을 파괴하였다.
전투 이후 3월 19일부터 4월 8일까지 사단은 쿠오브르체크와 지우누프 사이의 발트해 연안을 초계하였고, 볼린과 차우슈체프스카 섬의 독일군 V-2 로켓 발사대를 정찰하였다. 이 발사대는 제3연대에게 심각하게 파괴되었다. 제2연대와 제103비행대대는 서부 포메라니아를 초계하며 퇴각하는 독일군의 잔해들을 추적해 좌표를 폴란드군에 제공하였다.
폴란드 공군의 마지막 대규모 작전은 베를린 공방전이었다. 4월 14일 사단은 오드라 강으로부터 35km 떨어진 바르노프코 비행장에서 재편성되었다. 공세 직전인 4월 15일, 제2연대는 바드 프라이엔발테, 노이 란프트, 노이뤼드니츠, 알트 레츠의 독일군을 폭격했다. 4월 16일, 드디어 소련군과 폴란드군이 공격을 개시했다. 작전 첫날의 아침, 오드라 강 유역의 깊은 안개에 의해 기체들은 임무를 수행할 수 없었다. 오후에 소수의 제3연대 소속 IL-2와 제1연대 호위기만이 노이뤼드니츠 좌측 강둑의 독일군을 폭격할 수 있었다. 다음날도 비슷했지만, 18일과 19일에 폴란드 공군의 폭격은 더욱 집중적으로 변했다. 제1연대가 폴란드 제1군과 소련 61군을 위해 루프트바페와 교전하며 정찰비행을 하는 동안, 제3연대는 폴란드 제1군을 근접항공지원했다. 제103연락비행대대는 소련군 사령부의 명령을 부대들에게 전달하고 부상자를 후방으로 이송했다. 이 기간동안 폴란드 공군은 330회 임무를 수행했다.
최종전투의 다음 단계인 4월 20일부터 24일까지, 폴란드 공군 제4혼성사단의 제1/제3연대는 알테 오데르와 루피네르 운하의 제공권을 장악하고, 제2연대는 베르뇌베,오라니엔부르크,크루엔,나우엔의 독일군을 공격하던 폴란드 제1군을 지원했다. 이 시기 공군은 72회의 야간비행을 포함한 305회의 전투비행을 기록했다.
4월 24일, 필립 아글라코프 준장이 지휘하는 폴란드 제1혼성항공군단은 미실리보로츠의 비행장으로 재배치되었다. 그러나 제2폭격기항공사단과 제3지상공격항공사단은 제1폭격기항공사단을 편성하기 위해 폴란드 중부에서 훈련을 지속했다. 이 무렵 폴란드 공군은 2개 사단, 4개 전투기연대, 4개 지상공격연대, 1개 폭격연대로 성장해 있었다. 첫째 날, 제3사단의 항공기 일부만이 호헨촐레른 운하와 헤링스도르프 공격에 투입되었다.(41회 임무수행)
4월 25일부터 29일 사이에, 폴란드 정찰기들은 슈타이너 분견군의 위협을 발견하였다. 슈타이너 분견군과 폴란드 제1군의 교전이 가장 격렬했던 날은 26일이었다. 이날 제2사단과 제3연대는 뢰벤스부르크, 체흐데니크,베르크스도르프, 나쎈하이데의 독일군을 폭격해 루피네르 운하 건너의 폴란드군 교두보를 지원하였다. 제3사단과 제1연대는 슈타이너 분견군 소속 루프트바페 전투기들과 교전하며 폴란드군을 지원했다.
슈타이너 분견군의 모든 부대가 분쇄되자, 제1혼성항공군단은 폴란드 제1군의 엘베강 공세를 지원했다. 폴란드군 병력은 5월 3일 엘베 강에 도달했다. 하벨부르크와 불카우에서 폴란드 공군기들은 미합중국 제8공군 소속 P-51D 머스탱과 세 차례 조우했다. 다음 날 주코프 총사령관이 정찰비행을 제외한 모든 전투 비행을 금지했다. 드디어 전쟁이 끝났던 것이다.
제17연락연대와 제13수송연대는 여전히 폴란드군 장교들을 수송하고 보급했다. 제12의료항공연대는 1296명의 폴란드군 부상자들을 포즈난으로 이송했다.

### 인민공화국 공군으로의 전환

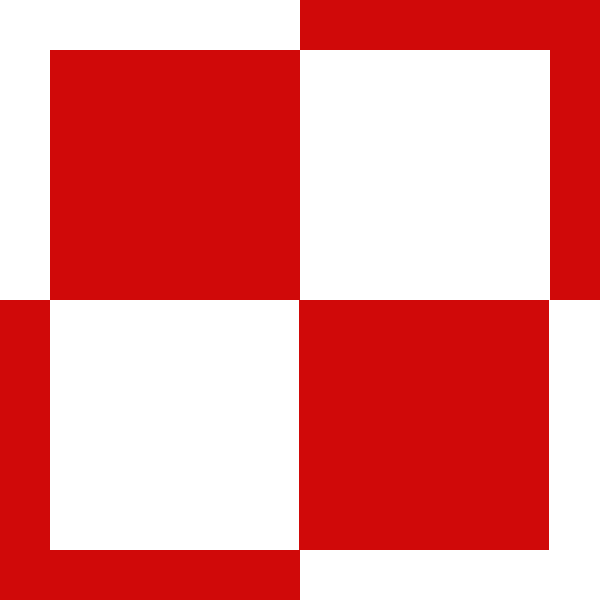
1918년부터 사용된 폴란드 공군 라운델

전쟁이 끝난 다음날부터, (주로 Po-2, IL-2, Yak-1이었던)67기의 낡은 항공기가 조종사 안전을 위하여 보관소로 들어갔다. 다음 임무는 복무인원 감축이었다. 감축계획의 목표는 공군인원을 12,314명으로(그중 장교를 3,150명으로) 줄이는 것이었다. 연로한 사병과 부사관들, 소련 장교 300명이 첫 순위였다.
또한 1945년 7월 11일 공군사령관은 모든 공군기 라운델을 폴란드 공군 문장으로 교체할 것을 명령했다. 이전에는 소련식 도장과 마크에 폴란드 라운델이 기체 양옆에 위치한 형태였다. 이들의 마크는 300-350mm으로 영국의 자유 폴란드 공군의 그것보다 더 컸다.
그리고 공군 체계 또한 점차 바뀌어갔다. 1945년 7월 초, 제2'크라쿠프'야간폭격연대는 Po-2를 Il-2M3S로 대체하고 제2'크라쿠프'지상공격연대로 개칭했다. 제1혼성공군사단 사령부와 몇몇 지원부대도 해체되었다.(제12의료연대, 제3007독립위장소대, 제2작센독립지휘비행대대, 제13수송항공연대, 제1596방공연대, 제901방공기관총연대, 제7기술작전연대, 제22특수임무중대,제5독립위장소대) 몇몇 부대는 개명되었다. 제15예비항공연대는 제15교육훈련항공연대로, 제17연락항공연대는 제17혼성항공연대로 개명되었다. 그리고 제2차 세계대전 참전 조종사들을 장교로 만들고 그 빈자리를 메꾸기 위하여 훈련부대가 늘어났다. 제17준비교육중대는 새 공군사관학교에 소속되었고, 제2독립비행장기술중대는 제483비행장대대로, 제2독립비행장기술중대는 제513비행장대대에 소속되었다.
이후 폴란드 인민공화국 공군의 주춧돌이 되었다.